# سفارة كولومبيا في النمسا
سفارة كولومبيا في النمسا هي أرفع تمثيل دبلوماسي لدولة كولومبيا لدى النمسا. تقع السفارة في فيينا وهي تهدف لتعزيز المصالح الكولومبية في النمسا.

## وصلات خارجية
- قائمة سفارات كولومبيا
- قائمة السفارات في النمسا